# Wiesbaden Hauptbahnhof

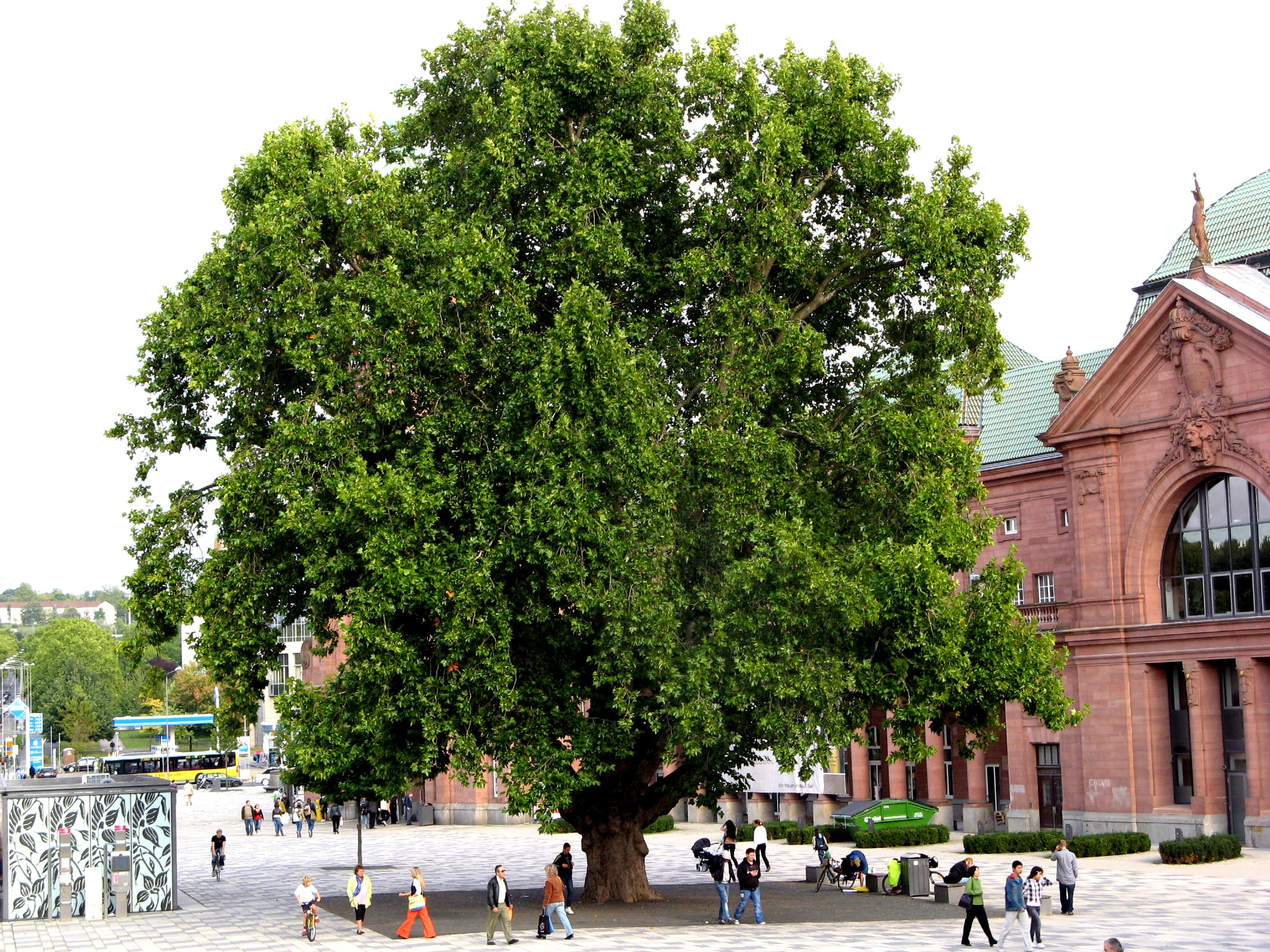
Het stationplein

Wiesbaden Hauptbahnhof (ook wel Wiesbaden Hbf) is het hoofdstation van de Duitse Spoorwegen (DB) in Wiesbaden, gelegen in de deelstaat Hessen. Hier stoppen ICE-, IC-, Stop-, Snel- en S-Bahn-treinen.

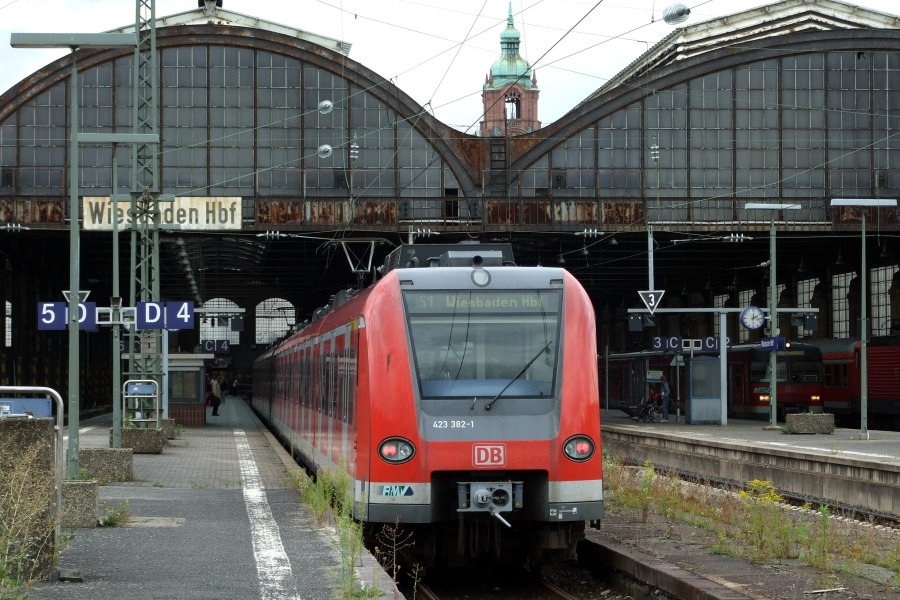
De perrons vóór renovatie

Het kopstation werd geopend op 15 november 1906. In 2010 werd het dak van de hal verbouwd.

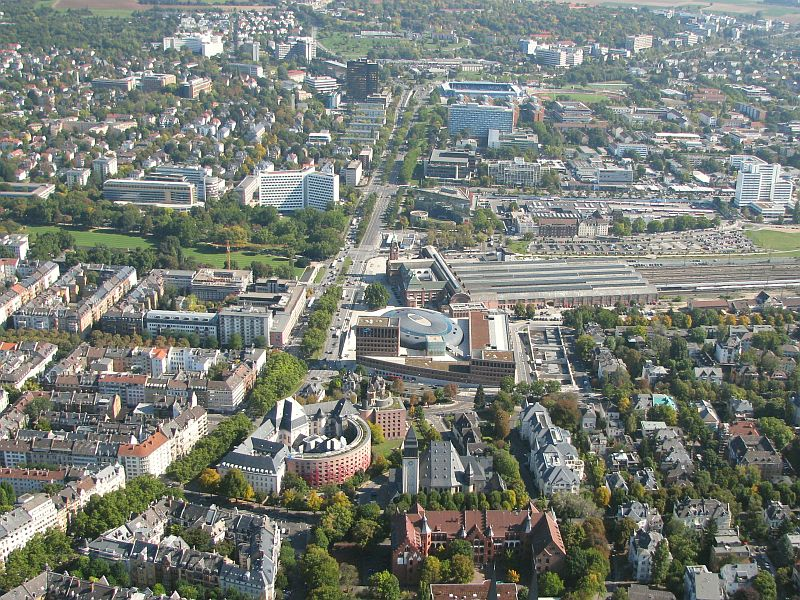
Luchtfoto van het centraal station

In reizigersaantallen (ongeveer 15 miljoen per jaar, dat zijn 40.000 reizigers per dag) is dit een van de drukste stations van de DB in Hessen.
Vanuit Wiesbaden Hauptbahnhof kan men per ICE naar een groot aantal steden in Duitsland reizen. Het station heeft een aansluiting op de hogesnelheidslijn Köln-Frankfurt.
Het station telt 6 perrons en 10 reizigerssporen.

## Treinverbindingen
De volgende treinseries stoppen momenteel (2016) in Wiesbaden:
| Spoorlijn:                                | Treinsoort: | Route:                                                                                                | Bijzonderheden:                     |
| ----------------------------------------- | ----------- | --- | ----------------------------------- |
| S-Bahn Rhein-Main                         | S1          | Wiesbaden - Hattersheim - Frankfurt am Main - Offenbach am Main - Rödermark-Oberroden v.v.            | 2× per uur                          |
| S-Bahn Rhein-Main                         | S8          | Wiesbaden - Mainz - Luchthaven Frankfurt am Main - Frankfurt am Main - Offenbach am Main - Hanau v.v. | 2× per uur                          |
| S-Bahn Rhein-Main                         | S9          | Wiesbaden - Mainz-Kastel - Luchthaven Frankfurt am Main - Frankfurt am Main - Offenbach - Hanau v.v.  | 2× per uur                          |
| Spoorlijn Wiesbaden Ost - Niederlahnstein | RB          | (Neuwied) - Koblenz – Rüdesheim am Rhein – Wiesbaden – Frankfurt v.v.                                 | 1x per uur (in de spits 2x per uur) |
| Spoorlijn Wiesbaden - Niedernhausen       | RB          | Wiesbaden - Niedernhausen (-Bad Camberg - Limburg an der Lahn) v.v.                                   | 1× per uur (in de spits 2x per uur) |
| Spoorlijn Wiesbaden - Aschaffenburg       | RB          | Wiesbaden - Mainz - Groß-Gerau – Darmstadt - Aschaffenburg v.v.                                       | 1x per uur (in de spits 2x per uur) |
|                                           | ICE         | Wiesbaden – Frankfurt - Fulda – Erfurt - Leipzig – Dresden v.v.                                       | 1x per twee uur                     |
|                                           | ICE         | Stuttgart – Mannheim - Wiesbaden – Keulen v.v.                                                        | 1x per dag                          |
|                                           | ICE         | Wiesbaden – Frankfurt - Hanau – Kassel - Hannover – Hamburg v.v.                                      | 1x per dag                          |
|                                           | ICE         | Wiesbaden – Mannheim - Stuttgart – Ulm - Augsburg – München v.v.                                      | 1x per dag                          |
|                                           | ICE         | Wiesbaden – Frankfurt - Fulda - Erfurt – Leipzig - Berlijn v.v.                                       | 1x per dag                          |
|                                           | ICE         | Mainz - Wiesbaden – Keulen                                                                            | 1x per dag                          |
|                                           | ICE         | München - Nürnberg - Kassel - Dortmund - Düsseldorf - Keulen - Wiesbaden – Frankfurt                  | 1x per dag                          |